# Claudio Chiappucci

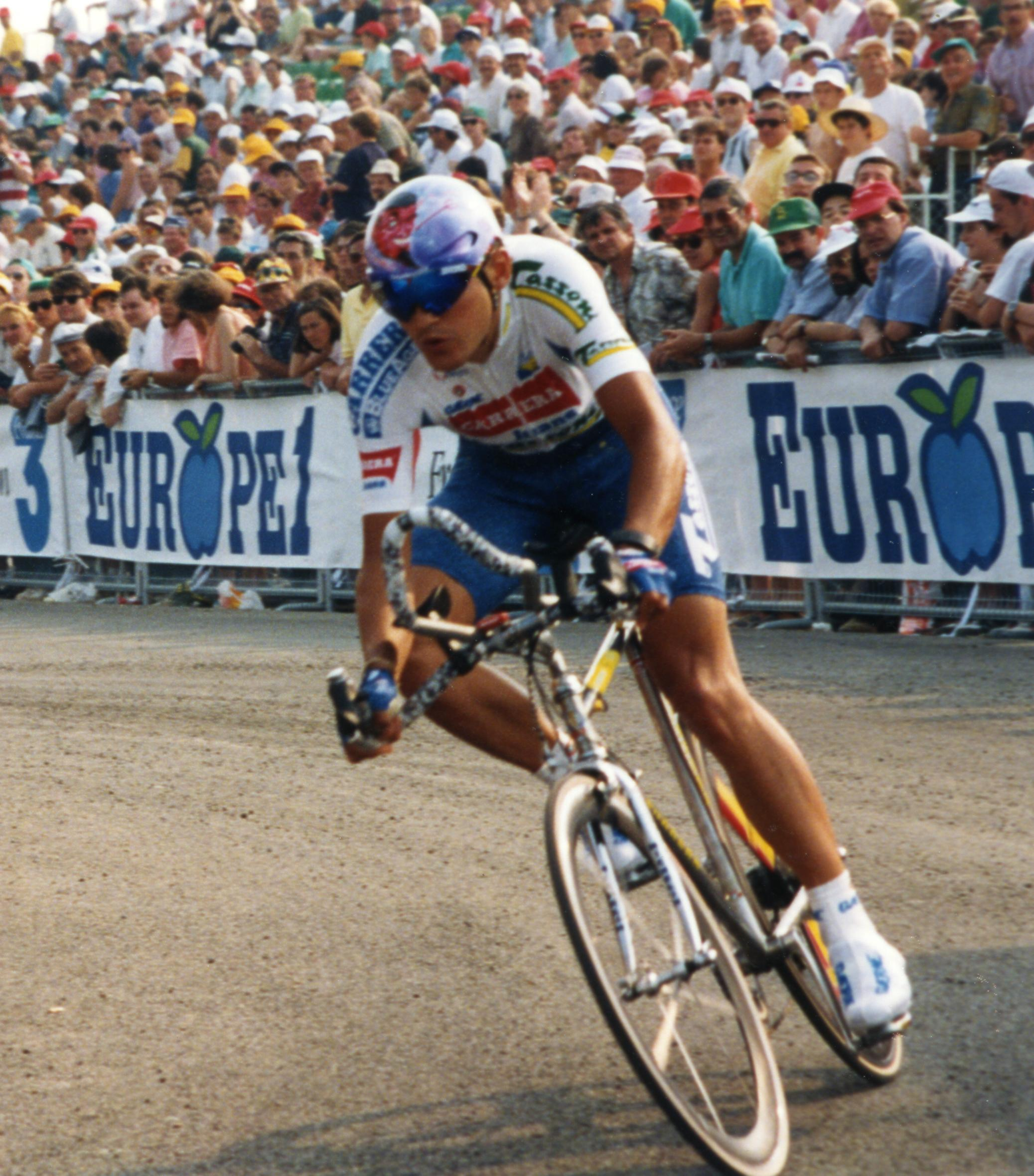
Claudio Chiappucci bei der Tour de France 1993

Claudio Chiappucci (* 28. Februar 1963 in Uboldo) ist ein ehemaliger italienischer Radrennfahrer. Er gilt als einer der besten Bergfahrer in der ersten Hälfte der 1990er Jahre.

## Karriere
Als Amateur startete er für den Verein G. S. Isaltissari. Chiappucci wurde 1985 Profi beim Radsportteam des Sportlichen Leiters Sandro Quintarelli, welches bis 1996 Carrera hieß. Er blieb dort bis zu seinem Karriereende im Jahr 1999.
Sein Durchbruch gelang ihm 1990, als er zunächst die Bergwertung des Giro d’Italia, das Maglia Verde, gewann. Bei der Tour de France 1990 war er Teil einer vierköpfigen Ausreißergruppe, die auf der ersten Etappe einen Vorsprung von mehr als 10 Minuten auf das Hauptfeld herausfuhr. Er übernahm in den Alpen auf der zwölften Etappe das Gelbe Trikot des Gesamtführenden. Er trug das Gelbe Trikot sieben Tage, bis er es im Einzelzeitfahren der vorletzten Etappe an den späteren Sieger Greg Lemond verlor und Zweiter der Rundfahrt wurde.
Chiappucci konnte zwar in den nächsten Jahren weder den Giro d’Italia noch die Tour de France gewinnen, war jedoch als Spezialist am Berg und bei Etappenrennen weiter erfolgreich. Bei  der Italienrundfahrt platzierte er sich fünfmal unter den ersten Fünf der Gesamtwertung und gewann zwei weitere Mal die Maglia Verde.
Bei der Tour de France wurde er 1991 Dritter und 1992 Zweiter. Dabei gewann er jeweils das Gepunktete Trikot des Bergwertungssiegers. Spektakulär war dabei sein Angriff auf den Favoriten Miguel Indurain während der 13. Etappe der Tour de France 1992, als er 192 Kilometer vor dem Ziel attackierte und einen Vorsprung von 1:45 Minuten auf Indurain ins Ziel nach Sestriere retten konnte.
Seinen größten Erfolg bei den Eintagesrennen gelang ihm 1991, als er beim Klassiker Mailand–Sanremo nach und nach alle Begleiter einer langen Flucht abschütteln konnte und das Rennen im Alleingang gewann. 1994 wurde er Vizeweltmeister bei den Straßen-Weltmeisterschaften in Agrigento.
Seine aggressive Fahrweise brachte Chiappucci neben zwei Ehrungen als der kämpferischste Fahrer der Tour de France auch den spanischen Spitznamen El diablo (der Teufel) ein.
Chiappucci nutzte während seiner Karriere die Expertise des Mediziners Francesco Conconi, welcher beschuldigt wurde, bei Radsportlern das Dopingmittel EPO angewandt zu haben. Conconi wurde durch ein Gericht in Ferrara für 'moralisch schuldig' befunden, jedoch aufgrund Verjährungseintritts nicht verurteilt. Grundlage des Tatvorwurfs waren medizinische Unterlagen von 33 Radrennfahrern, darunter Chiappucci, aus der Zeit von 1993 bis 1995 mit großen Schwankungen des Hämatokritwerts, was als Indiz für EPO-Gebrauch angesehen wurde. 1997 soll Chiappucci gegenüber dem Ermittler Vincenzo Scolastico die EPO-Einnahme zugegeben haben, bestritt dies jedoch später.

## Erfolge (Auswahl)
1989
- Coppa Placci
- Giro del Piemonte

1990
- eine Etappe Paris–Nizza
- eine Etappe Settimana Siciliana
- Bergwertung Giro d’Italia
- eine Etappe Tour de France

1991
- zwei Etappen Katalanische Woche
- Mailand–Sanremo
- Gesamtwertung und eine Etappe Vuelta al País Vasco
- Punktewertung Giro d’Italia
- eine Etappe,  Bergwertung und  Kämpferischster Fahrer Tour de France

1992
- Giro dell’Appennino
- Gesamtwertung und eine Etappe Giro del Trentino
- Bergwertung Giro d’Italia
- eine Etappe,  Bergwertung und  Kämpferischster Fahrer Tour de France
- Subida a Urkiola
- eine Etappe Clásico RCN

1993
- eine Etappe und  Bergwertung Giro d’Italia
- eine Etappe Tour de France
- Clásica San Sebastián
- Coppa Sabatini
- Japan Cup

1994
- Gesamtwertung und eine Etappe Katalonien-Rundfahrt
- Tre Valli Varesine
- Straßen-Weltmeisterschaften
- Japan Cup

1995
- Giro del Piemonte
- Gesamtwertung und eine Etappe Escalada a Montjuïc
- Japan Cup

## Grand-Tour-Platzierungen
| Grand Tour            | 1985 | 1986 | 1987 | 1988 | 1989 | 1990 | 1991 | 1992 | 1993 | 1994 | 1995 | 1996 | 1997 | 1998 |
| --------------------- | ---- | ---- | ---- | ---- | ---- | ---- | ---- | ---- | ---- | ---- | ---- | ---- | ---- | ---- |
| Giro d’ItaliaGiro     | 64   | –    | 48   | 24   | 46   | 12   | 2    | 2    | 3    | 5    | 4    | DNF  | –    | 60   |
| Tour de FranceTour    | –    | –    | –    | –    | 91   | 2    | 3    | 2    | 6    | DNF  | 11   | 37   | –    | –    |
| Vuelta a EspañaVuelta | –    | –    | –    | 26   | –    | –    | –    | –    | –    | –    | –    | –    | 11   | –    |